# 1630er
Portal Geschichte | Portal Biografien | Aktuelle Ereignisse | Jahreskalender | Tagesartikel

◄ |
16. Jh. |
17. Jahrhundert
| 18. Jh. | ►

◄ |
1600er |
1610er |
1620er |
1630er
| 1640er | 1650er | 1660er | ►

1630 |
1631 |
1632 |
1633 |
1634 |
1635 |
1636 |
1637 |
1638 |
1639

## Ereignisse
- Galileo Galilei wird 1633 von der Inquisition verurteilt und widerruft seine Lehre des kopernikanischen Weltsystems.
- Dreißigjähriger Krieg (1618 bis 1648).

## Persönlichkeiten
- Ludwig XIII., König von Frankreich und Navarra
- Armand-Jean du Plessis, duc de Richelieu, Kardinal
- Ferdinand II., Kaiser des Heiligen Römischen Reiches Deutscher Nation, König von Ungarn, König von Böhmen
- Ferdinand III., Kaiser des Heiligen Römischen Reiches Deutscher Nation, König von Ungarn, König von Böhmen
- Philipp IV., König von Spanien, Neapel, Sizilien und Portugal
- Georg Wilhelm, Herzog von Preußen und Kurfürst von Brandenburg
- Friedrich Wilhelm, Kurfürst von Brandenburg und Herzog von Preußen
- Urban VIII., Papst
- Michael I., Zar in Russland
- Karl I., König von England, Schottland und Irland
- Meishō, Kaiserin von Japan
- Chongzhen, Kaiser von China
- Shunzhi, Kaiser von China
- Christina von Schweden, Schwedische Königin